# Ignaz Forgách de Ghymes
Graf Ignaz Forgách de Ghymes und Gács (* 21. Juli 1702 in Ragendorf; † 2. April 1772) war k.k. Feldzeugmeister und Inhaber des Infanterieregiments Nr. 32.
Seine Eltern waren der Obergespan Adam von Forgách (* 1663; † 27. Juli 1716) und dessen erster Ehefrau Eva Katharina von Breuner (* 1665; † 8. Juni 1707).
Im Alter von 25 Jahre ging er in österreichische Kriegsdienste und brachte es durch eigenes Verdienst bald zum Oberstleutnant.
Kurz nach Beginn des Österreichischen Erbfolgekriegs errichtete er im Jahr 1741 das Infanterie-Regiment Nr. 32. Forgách wurde zum Oberst befördert und zu dessen Kommandeur und Inhaber desselben ernannt. Er kommandierte das Regiment bei verschiedenen Schlachten des Erbfolgekriegs, so 1743 bei der Belagerung von Ingolstadt, bei der Eroberung von Lauterburg und 1744 beim Angriff auf Weißenburg. Nach der Eroberung wurde ein Bataillon des Regiments als Garnison zurückgelassen und bald von der französischen Armee unter Coigny eingeschlossen und Forgách musste sich schwer verletzt ergeben.
Forgách wurde am 31. Oktober 1745 zum Generalmajor befördert.
Am Beginn des Siebenjährigen Kriegs wurde er zum Brigadier der Armee ernannt und am 21. Januar 1757 zum Feldmarschall-Lieutenant befördert.
Nach dem Krieg wurde er am 17. April 1764 mit Rang vom 6. Oktober 1761 zum Feldzeugmeister ernannt.
Forgách heiratete die Freiin Elisabeth von Berenyi de Karancsberény (* 1691; † 20. Februar 1755), Tochter von Paul von Berenyi.
Nach dem Tod seiner ersten Frau heiratete er die Gräfin Maria Antonia von Boimont-Payersperg (1729–1776), Witwe des Grafen Joseph Volckard von Auersperg. Beide Ehen waren kinderlos.